# Сенеф
Сенеф (на френски: Seneffe) е селище в Югозападна Белгия, окръг Шарлероа на провинция Ено. Населението му е около 10 700 души (2006).